# Angianthus pygmaeus
Angianthus pygmaeus là một loài thực vật có hoa trong họ Cúc. Loài này được (A.Gray) Benth. mô tả khoa học đầu tiên năm 1867.